# Plantilles de la Copa del Món de futbol de 1990
Plantilles oficials de les seleccions classificades per la fase final de la Copa del Món de Futbol 1990 d'Itàlia. Cada selecció podia inscriure 22 jugadors. Els equips participants foren (cliqueu sobre el país per accedir a la plantilla):
| Equips participants | Equips participants | Equips participants | Equips participants |
| ------------------- | ------------------- | ------------------- | ------------------- |
| Àustria             | Txecoslovàquia      | Itàlia              | Estats Units        |
| Argentina           | Camerun             | Romania             | Unió Soviètica      |
| Brasil              | Costa Rica          | Escòcia             | Suècia              |
| Colòmbia            | Emirats Àrabs Units | Alemanya Occidental | Iugoslàvia          |
| Bèlgica             | Corea del Sud       | Espanya             | Uruguai             |
| Egipte              | Anglaterra          | Irlanda             | Països Baixos       |

## Àustria
| #    | Posició             | Nom                 | Naixement           | P. Sel.             | Club                |
| ---- | ------------------- | ------------------- | ------------------- | ------------------- | ------------------- |
| 1    | Porter              | Klaus Lindenberger  | 28 de maig 1957     | -                   | FC Swarovski Tirol  |
| 2    | Defensa             | Ernst Aigner        | 31 d'octubre 1966   | -                   | Austria Wien        |
| 3    | Defensa             | Robert Pecl         | 15 de novembre 1965 | -                   | Rapid Viena         |
| 4    | Defensa             | Anton Pfeffer       | 17 d'agost 1965     | -                   | Austria Wien        |
| 5    | Defensa             | Peter Schöttel      | 26 de març 1967     | -                   | Rapid Viena         |
| 6    | Migcampista         | Manfred Zsak        | 22 de desembre 1964 | -                   | Austria Wien        |
| 7    | Migcampista         | Kurt Russ           | 23 de novembre 1964 | -                   | FC Wiener           |
| 8    | Migcampista         | Peter Artner        | 20 de maig 1966     | -                   | Admira Wacker       |
| 9    | Davanter            | Toni Polster        | 10 de març 1964     | -                   | Sevilla FC          |
| 10   | Migcampista         | Manfred Linzmaier   | 27 d'agost 1962     | -                   | FC Swarovski Tirol  |
| 11   | Migcampista         | Alfred Hörtnagl     | 24 de setembre 1966 | -                   | FC Swarovski Tirol  |
| 12   | Migcampista         | Michael Baur        | 16 d'abril 1969     | -                   | FC Swarovski Tirol  |
| 13   | Migcampista         | Andreas Ogris       | 7 d'octubre 1964    | -                   | Austria Wien        |
| 14   | Davanter            | Gerhard Rodax       | 29 d'agost 1965     | -                   | Admira Wacker       |
| 15   | Davanter            | Christian Keglevits | 29 de gener 1961    | -                   | Rapid Viena         |
| 16   | Defensa             | Andreas Reisinger   | 14 d'octubre 1963   | -                   | Rapid Viena         |
| 17   | Migcampista         | Heimo Pfeifenberger | 29 de desembre 1966 | -                   | Rapid Viena         |
| 18   | Defensa             | Michael Streiter    | 19 de gener 1966    | -                   | FC Swarovski Tirol  |
| 19   | Davanter            | Gerald Glatzmeyer   | 14 de desembre 1968 | -                   | FC Wiener           |
| 20   | Migcampista         | Andreas Herzog      | 10 de setembre 1968 | -                   | Rapid Viena         |
| 21   | Porter              | Michael Konsel      | 6 de març 1962      | -                   | Rapid Viena         |
| 22   | Porter              | Otto Konrad         | 1 de novembre 1964  | -                   | Sturm Graz          |
| Ent. | Josef Hickersberger | Josef Hickersberger | Josef Hickersberger | Josef Hickersberger | Josef Hickersberger |

## Txecoslovàquia
| #    | Posició       | Nom              | Naixement           | P. Sel.       | Club                |
| ---- | ------------- | ---------------- | ------------------- | ------------- | ------------------- |
| 1    | Porter        | Jan Stejskal     | 15 de gener 1962    | -             | AC Sparta Praha     |
| 2    | Defensa       | Július Bielik    | 8 de març 1962      | -             | AC Sparta Praha     |
| 3    | Defensa       | Miroslav Kadlec  | 22 de juny 1964     | -             | TJ Vítkovice        |
| 4    | Migcampista   | Ivan Hašek       | 6 de setembre 1963  | -             | AC Sparta Praha     |
| 5    | Defensa       | Ján Kocian       | 13 de març 1958     | -             | St. Pauli           |
| 6    | Defensa       | František Straka | 21 de maig 1958     | -             | Borussia M'gladbach |
| 7    | Migcampista   | Michal Bílek     | 13 d'abril 1965     | -             | AC Sparta Praha     |
| 8    | Migcampista   | Jozef Chovanec   | 7 de març 1960      | -             | PSV Eindhoven       |
| 9    | Migcampista   | Luboš Kubík      | 20 de gener 1964    | -             | ACF Fiorentina      |
| 10   | Davanter      | Tomáš Skuhravý   | 7 de setembre 1965  | -             | AC Sparta Praha     |
| 11   | Migcampista   | Ľubomír Moravčík | 22 de juny 1965     | -             | Plastika Nitra      |
| 12   | Migcampista   | Peter Fieber     | 16 de maig 1964     | -             | Dunajska Streda     |
| 13   | Migcampista   | Jiří Němec       | 15 de maig 1966     | -             | Dukla Praha         |
| 14   | Defensa       | Vladimír Weiss   | 22 de setembre 1964 | -             | Inter Bratislava    |
| 15   | Defensa       | Vladimír Kinier  | 6 d'abril 1958      | -             | Slovan Bratislava   |
| 16   | Migcampista   | Viliam Hýravý    | 26 de novembre 1962 | -             | Baník Ostrava       |
| 17   | Davanter      | Ivo Knoflíček    | 23 de febrer 1962   | -             | St. Pauli           |
| 18   | Davanter      | Milan Luhový     | 1 de gener 1963     | -             | Sporting de Gijón   |
| 19   | Davanter      | Stanislav Griga  | 4 de novembre 1961  | -             | Feyenoord           |
| 20   | Migcampista   | Václav Němeček   | 25 de gener 1967    | -             | AC Sparta Praha     |
| 21   | Porter        | Luděk Mikloško   | 9 de desembre 1961  | -             | West Ham United FC  |
| 22   | Porter        | Peter Paluch     | 17 de febrer 1958   | -             | Plastika Nitra      |
| Ent. | Jozef Vengloš | Jozef Vengloš    | Jozef Vengloš       | Jozef Vengloš | Jozef Vengloš       |

## Itàlia
| #    | Posició        | Nom                 | Naixement           | P. Sel.        | Club           |
| ---- | -------------- | ------------------- | ------------------- | -------------- | -------------- |
| 1    | Porter         | Walter Zenga        | 28 d'abril 1960     | -              | Inter Milan    |
| 2    | Defensa        | Franco Baresi       | 8 de maig 1960      | -              | AC Milan       |
| 3    | Defensa        | Giuseppe Bergomi    | 22 de desembre 1963 | -              | Inter Milan    |
| 4    | Defensa        | Luigi De Agostini   | 7 d'abril 1961      | -              | Juventus FC    |
| 5    | Defensa        | Ciro Ferrara        | 11 de febrer 1967   | -              | SSC Napoli     |
| 6    | Defensa        | Riccardo Ferri      | 20 d'agost 1963     | -              | Inter Milan    |
| 7    | Defensa        | Paolo Maldini       | 26 de juny 1968     | -              | AC Milan       |
| 8    | Defensa        | Pietro Vierchowod   | 6 d'abril 1959      | -              | UC Sampdoria   |
| 9    | Migcampista    | Carlo Ancelotti     | 10 de juny 1959     | -              | AC Milan       |
| 10   | Migcampista    | Nicola Berti        | 14 d'abril 1967     | -              | Inter Milan    |
| 11   | Migcampista    | Fernando De Napoli  | 15 de març 1964     | -              | SSC Napoli     |
| 12   | Porter         | Stefano Tacconi     | 13 de maig 1957     | -              | Juventus FC    |
| 13   | Migcampista    | Giuseppe Giannini   | 20 d'agost 1964     | -              | AS Roma        |
| 14   | Migcampista    | Giancarlo Marocchi  | 4 de juliol 1965    | -              | Juventus FC    |
| 15   | Davanter       | Roberto Baggio      | 18 de febrer 1967   | -              | ACF Fiorentina |
| 16   | Davanter       | Andrea Carnevale    | 12 de gener 1961    | -              | SSC Napoli     |
| 17   | Davanter       | Roberto Donadoni    | 9 de setembre 1963  | -              | AC Milan       |
| 18   | Davanter       | Roberto Mancini     | 27 de novembre 1964 | -              | UC Sampdoria   |
| 19   | Davanter       | Salvatore Schillaci | 1 de desembre 1964  | -              | Juventus FC    |
| 20   | Davanter       | Aldo Serena         | 25 de juny 1960     | -              | Inter Milan    |
| 21   | Davanter       | Gianluca Vialli     | 9 de juliol 1964    | -              | UC Sampdoria   |
| 22   | Porter         | Gianluca Pagliuca   | 18 de desembre 1966 | -              | UC Sampdoria   |
| Ent. | Azeglio Vicini | Azeglio Vicini      | Azeglio Vicini      | Azeglio Vicini | Azeglio Vicini |

## Estats Units
| #    | Posició     | Nom                  | Naixement           | P. Sel.     | Club                     |
| ---- | ----------- | -------------------- | ------------------- | ----------- | ------------------------ |
| 1    | Porter      | Tony Meola           | 21 de febrer 1969   | -           | University of Virginia   |
| 2    | Defensa     | Steve Trittschuh     | 24 d'abril 1965     | -           | Tampa Bay Rowdies        |
| 3    | Defensa     | John Doyle           | 16 de març 1966     | -           | S.F. Bay Blackhawks      |
| 4    | Defensa     | Jimmy Banks          | 2 de setembre 1964  | -           | Milwaukee Wave           |
| 5    | Defensa     | Mike Windischmann    | 6 de desembre 1965  | -           | Albany Capitals          |
| 6    | Migcampista | John Harkes          | 8 de març 1967      | -           | Albany Capitals          |
| 7    | Migcampista | Tab Ramos            | 21 de setembre 1966 | -           | Miami Freedom            |
| 8    | Migcampista | Brian Bliss          | 28 de setembre 1965 | -           | Albany Capitals          |
| 9    | Davanter    | Christopher Sullivan | 18 d'abril 1965     | -           | Rába ETO Győr            |
| 10   | Davanter    | Peter Vermes         | 21 de novembre 1966 | -           | FC Volendam              |
| 11   | Davanter    | Eric Wynalda         | 9 de juny 1969      | -           | S.F. Bay Blackhawks      |
| 12   | Migcampista | Paul Krumpe          | 4 de març 1963      | -           | Chicago Sting            |
| 13   | Migcampista | Eric Eichmann        | 7 de maig 1965      | -           | Fort Lauderdale Strikers |
| 14   | Migcampista | John Stollmeyer      | 25 d'octubre 1962   | -           | Washington Stars         |
| 15   | Defensa     | Desmond Armstrong    | 2 de novembre 1964  | -           | Baltimore Blast          |
| 16   | Davanter    | Bruce Murray         | 25 de gener 1966    | -           | Washington Stars         |
| 17   | Defensa     | Marcelo Balboa       | 8 d'agost 1967      | -           | San Diego Sockers        |
| 18   | Porter      | Kasey Keller         | 29 d'agost 1969     | -           | Portland Timbers         |
| 19   | Migcampista | Chris Henderson      | 11 de desembre 1970 | -           | UCLA                     |
| 20   | Migcampista | Paul Caligiuri       | 9 de març 1964      | -           | UCLA                     |
| 21   | Migcampista | Neil Covone          | 31 d'agost 1969     | -           | Wake Forest University   |
| 22   | Porter      | David Vanole         | 6 de febrer 1963    | -           | Los Angeles Heat         |
| Ent. | Bob Gansler | Bob Gansler          | Bob Gansler         | Bob Gansler | Bob Gansler              |

## Argentina
| #    | Posició        | Nom                    | Naixement           | P. Sel.        | Club                   |
| ---- | -------------- | ---------------------- | ------------------- | -------------- | ---------------------- |
| 1    | Porter         | Nery Pumpido*          | 30 de juliol 1957   | -              | Reial Betis            |
| *1   | Porter         | Ángel Comizzo          | 27 d'abril 1962     | -              | River Plate            |
| 2    | Migcampista    | Sergio Batista         | 9 de novembre 1962  | -              | River Plate            |
| 3    | Davanter       | Abel Balbo             | 1 de juny 1966      | -              | Udinese                |
| 4    | Migcampista    | José Basualdo          | 20 de juny 1963     | -              | Stuttgart              |
| 5    | Defensa        | Edgardo Bauza          | 26 de gener 1958    | -              | Veracruz               |
| 6    | Davanter       | Gabriel Calderón       | 7 de febrer 1960    | -              | Paris Saint-Germain FC |
| 7    | Migcampista    | Jorge Burruchaga       | 9 d'octubre 1962    | -              | Nantes                 |
| 8    | Davanter       | Claudio Caniggia       | 9 de gener 1967     | -              | Atalanta BC            |
| 9    | Davanter       | Gustavo Dezotti        | 14 de febrer 1964   | -              | US Cremonese           |
| 10   | Migcampista    | Diego Maradona         | 30 d'octubre 1960   | -              | SSC Napoli             |
| 11   | Defensa        | Néstor Fabbri          | 29 d'abril 1968     | -              | Racing Club            |
| 12   | Porter         | Sergio Goycochea       | 17 d'octubre 1963   | -              | Millonarios            |
| 13   | Defensa        | Néstor Lorenzo         | 28 de febrer 1966   | -              | AS Bari                |
| 14   | Migcampista    | Ricardo Giusti         | 11 de desembre 1956 | -              | Independiente          |
| 15   | Defensa        | Pedro Monzón           | 23 de febrer 1962   | -              | Independiente          |
| 16   | Migcampista    | Julio Olarticoechea    | 18 d'octubre 1958   | -              | Racing Club            |
| 17   | Defensa        | Roberto Néstor Sensini | 12 d'octubre 1966   | -              | Udinese                |
| 18   | Defensa        | José Serrizuela        | 16 de juny 1962     | -              | River Plate            |
| 19   | Defensa        | Oscar Ruggeri          | 26 de gener 1962    | -              | Reial Madrid           |
| 20   | Defensa        | Juan Simón             | 2 de març 1960      | -              | Boca Juniors           |
| 21   | Migcampista    | Pedro Troglio          | 28 de juliol 1965   | -              | SS Lazio               |
| 22   | Porter         | Fabián Cancelarich     | 20 de desembre 1965 | -              | Ferro Carril Oeste     |
| Ent. | Carlos Bilardo | Carlos Bilardo         | Carlos Bilardo      | Carlos Bilardo | Carlos Bilardo         |

* Després de trencar-se la tíbia i el peroné, la selecció argentina fou autoritzada a reemplaçar el porter Pumpido per Comizzo.

## Camerun
| #    | Posició            | Nom                 | Naixement           | P. Sel.            | Club               |
| ---- | ------------------ | ------------------- | ------------------- | ------------------ | ------------------ |
| 1    | Porter             | Joseph-Antoine Bell | 8 d'octubre 1954    | -                  | Girondins Bordeaux |
| 2    | Migcampista        | André Kana-Biyik    | 1 de setembre 1965  | -                  | FC Metz            |
| 3    | Defensa            | Jules Onana         | 12 de juny 1964     | -                  | Canon Yaounde      |
| 4    | Defensa            | Benjamin Massing    | 20 de juny 1962     | -                  | Créteil            |
| 5    | Defensa            | Bertin Ebwellé      | 11 de setembre 1962 | -                  | Tonnerre Yaounde   |
| 6    | Defensa            | Emmanuel Kundé      | 15 de juliol 1956   | -                  | Prevoyance Yaounde |
| 7    | Davanter           | François Omam-Biyik | 21 de maig 1966     | -                  | Laval              |
| 8    | Migcampista        | Emile M'bouh        | 30 de maig 1966     | -                  | Le Havre AC        |
| 9    | Davanter           | Roger Milla         | 20 de maig 1952     | -                  | JS Saint-Pierroise |
| 10   | Davanter           | Louis-Paul M'fédé   | 26 de febrer 1962   | -                  | Canon Yaounde      |
| 11   | Davanter           | Eugène Ekéké        | 30 de maig 1960     | -                  | Valenciennes FC    |
| 12   | Defensa            | Alphonse Yombi      | 30 de juny 1969     | -                  | Canon Yaounde      |
| 13   | Migcampista        | Jean-Claude Pagal   | 15 de setembre 1964 | -                  | La Roche Vendée    |
| 14   | Defensa            | Stephen Tataw       | 31 de març 1963     | -                  | Tonnerre Yaounde   |
| 15   | Migcampista        | Thomas Libiih       | 17 de novembre 1967 | -                  | Tonnerre Yaounde   |
| 16   | Porter             | Thomas N'kono       | 20 de juliol 1956   | -                  | RCD Espanyol       |
| 17   | Defensa            | Victor N'dip        | 20 d'agost 1967     | -                  | Canon Yaounde      |
| 18   | Davanter           | Bonaventure Djonkep | 20 d'agost 1961     | -                  | Union Douala       |
| 19   | Migcampista        | Roger Feutmba       | 31 d'octubre 1968   | -                  | Union Douala       |
| 20   | Davanter           | Cyrille Makanaky    | 28 de juny 1965     | -                  | Toulon             |
| 21   | Migcampista        | Emmanuel Maboang    | 27 de novembre 1968 | -                  | Canon Yaounde      |
| 22   | Porter             | Jacques Songo'o     | 17 de març 1964     | -                  | Toulon             |
| Ent. | Valeri Nepomniachi | Valeri Nepomniachi  | Valeri Nepomniachi  | Valeri Nepomniachi | Valeri Nepomniachi |

## Romania
| #    | Posició       | Nom              | Naixement           | P. Sel.       | Club                  |
| ---- | ------------- | ---------------- | ------------------- | ------------- | --------------------- |
| 1    | Porter        | Silviu Lung      | 9 de setembre 1956  | -             | Steaua Bucureşti      |
| 2    | Defensa       | Mircea Rednic    | 9 d'abril 1962      | -             | Dinamo Bucureşti      |
| 3    | Defensa       | Michael Klein    | 10 d'octubre 1959   | -             | Dinamo Bucureşti      |
| 4    | Defensa       | Ioan Andone      | 15 de març 1960     | -             | Dinamo Bucureşti      |
| 5    | Defensa       | Iosif Rotariu    | 27 de setembre 1962 | -             | Steaua Bucureşti      |
| 6    | Migcampista   | Gheorghe Popescu | 9 d'octubre 1967    | -             | Universitatea Craiova |
| 7    | Davanter      | Marius Lăcătuş   | 5 d'abril 1964      | -             | Steaua Bucureşti      |
| 8    | Migcampista   | Ioan Sabău       | 12 de febrer 1968   | -             | Dinamo Bucureşti      |
| 9    | Davanter      | Rodion Cămătaru  | 22 de juny 1958     | -             | Sporting Charleroi    |
| 10   | Migcampista   | Gheorghe Hagi    | 5 de febrer 1965    | -             | Steaua Bucureşti      |
| 11   | Davanter      | Dănuţ Lupu       | 27 de febrer 1967   | -             | Dinamo Bucureşti      |
| 12   | Porter        | Bogdan Stelea    | 5 de desembre 1967  | -             | Dinamo Bucureşti      |
| 13   | Defensa       | Adrian Popescu   | 26 de juny 1960     | -             | Universitatea Craiova |
| 14   | Davanter      | Florin Răducioiu | 17 de març 1970     | -             | Dinamo Bucureşti      |
| 15   | Migcampista   | Dorin Mateuţ     | 5 d'agost 1965      | -             | Dinamo Bucureşti      |
| 16   | Davanter      | Daniel Timofte   | 1 d'octubre 1967    | -             | Dinamo Bucureşti      |
| 17   | Migcampista   | Ilie Dumitrescu  | 6 de gener 1969     | -             | Steaua Bucureşti      |
| 18   | Davanter      | Gavril Balint    | 3 de gener 1963     | -             | Steaua Bucureşti      |
| 19   | Defensa       | Emil Săndoi      | 1 de març 1965      | -             | Universitatea Craiova |
| 20   | Migcampista   | Zsolt Muzsnay    | 20 d'agost 1965     | -             | Steaua Bucureşti      |
| 21   | Migcampista   | Ioan Lupescu     | 9 de desembre 1968  | -             | Dinamo Bucureşti      |
| 22   | Porter        | Gheorghe Liliac  | 22 d'abril 1956     | -             | Petrolul Ploieşti     |
| Ent. | Emerich Jenei | Emerich Jenei    | Emerich Jenei       | Emerich Jenei | Emerich Jenei         |

## Unió Soviètica
| #    | Posició           | Nom                  | Naixement           | P. Sel.           | Club              |
| ---- | ----------------- | -------------------- | ------------------- | ----------------- | ----------------- |
| 1    | Porter            | Rinat Dassàiev       | 13 de juny 1957     | 90                | Sevilla FC        |
| 2    | Defensa           | Volodímir Bezsònov   | 5 de març 1958      | 77                | FC Dinamo de Kíev |
| 3    | Defensa           | Vagiz Khidiyatullin  | 3 de març 1959      | 55                | Toulouse FC       |
| 4    | Defensa           | Oleg Kuznetsov       | 22 de març 1963     | 49                | Dynamo Kyiv       |
| 5    | Defensa           | Anatoli Demiànenko   | 19 de febrer 1959   | 79                | Dynamo Kyiv       |
| 6    | Migcampista       | Vasiliy Rats         | 25 d'abril 1961     | 46                | FC Dinamo de Kíev |
| 7    | Migcampista       | Sergei Aleinikov     | 7 de novembre 1961  | 61                | Juventus FC       |
| 8    | Migcampista       | Gennadiy Litovchenko | 11 de setembre 1963 | 54                | FC Dinamo de Kíev |
| 9    | Migcampista       | Aleksandr Zavarov    | 24 d'abril 1961     | 38                | Juventus FC       |
| 10   | Davanter          | Oleh Protasov        | 4 de febrer 1964    | 60                | FC Dinamo de Kíev |
| 11   | Davanter          | Igor Dobrovolski     | 27 d'agost 1967     | 13                | Dynamo Moscou     |
| 12   | Davanter          | Aleksandr Borodyuk   | 30 de novembre 1962 | 5                 | FC Schalke 04     |
| 13   | Defensa           | Akhrik Tsveiba       | 10 de setembre 1966 | 3                 | FC Dinamo de Kíev |
| 14   | Davanter          | Vladimir Liuty       | 24 d'abril 1962     | 2                 | FC Schalke 04     |
| 15   | Migcampista       | Ivan Yaremchuk       | 19 de març 1962     | 16                | FC Dinamo de Kíev |
| 16   | Porter            | Viktor Chanov        | 21 de juliol 1959   | 21                | FC Dinamo de Kíev |
| 17   | Defensa           | Andrei Zygmantovich  | 2 de desembre 1962  | 34                | Dynamo Minsk      |
| 18   | Migcampista       | Igor Shalimov        | 2 de febrer 1969    | 0                 | Spartak Moscou    |
| 19   | Defensa           | Sergei Fokin         | 26 de juliol 1961   | 3                 | CSKA Moscou       |
| 20   | Defensa           | Sergei Gorlukovich   | 18 de novembre 1961 | 15                | Borussia Dortmund |
| 21   | Migcampista       | Valeri Broshin       | 19 d'octubre 1962   | 2                 | CSKA Moscou       |
| 22   | Porter            | Aleksandr Uvarov     | 13 de gener 1960    | 1                 | Dynamo Moscou     |
| Ent. | Valeri Lobanovsky | Valeri Lobanovsky    | Valeri Lobanovsky   | Valeri Lobanovsky | Valeri Lobanovsky |

## Brasil
| #    | Posició            | Nom                | Naixement           | P. Sel.            | Club                     |
| ---- | ------------------ | ------------------ | ------------------- | ------------------ | ------------------------ |
| 1    | Porter             | Taffarel           | 8 de maig 1966      | -                  | Sport Club Internacional |
| 2    | Defensa            | Jorginho           | 17 d'agost 1964     | -                  | Bayer Leverkusen         |
| 3    | Defensa            | Ricardo Gomes      | 13 de desembre 1964 | -                  | Benfica                  |
| 4    | Migcampista        | Dunga              | 31 d'octubre 1963   | -                  | ACF Fiorentina           |
| 5    | Migcampista        | Alemão             | 22 de novembre 1961 | -                  | SSC Napoli               |
| 6    | Defensa            | Branco             | 4 d'abril 1964      | -                  | Porto                    |
| 7    | Migcampista        | Bismarck           | 11 de setembre 1969 | -                  | Vasco da Gama            |
| 8    | Migcampista        | Valdo              | 12 de gener 1964    | -                  | Benfica                  |
| 9    | Davanter           | Careca             | 5 d'octubre 1960    | -                  | SSC Napoli               |
| 10   | Migcampista        | Silas              | 27 d'agost 1965     | -                  | Sporting Lisbon          |
| 11   | Davanter           | Romário            | 29 de gener 1966    | -                  | PSV Eindhoven            |
| 12   | Porter             | Acácio             | 20 de gener 1959    | -                  | Vasco da Gama            |
| 13   | Defensa            | Mozer              | 19 de setembre 1960 | -                  | Olympique de Marsella    |
| 14   | Defensa            | Aldair             | 30 de novembre 1965 | -                  | Benfica                  |
| 15   | Davanter           | Müller             | 31 de gener 1966    | -                  | Torino FC                |
| 16   | Davanter           | Bebeto             | 16 de febrer 1964   | -                  | Vasco da Gama            |
| 17   | Davanter           | Renato Gaúcho      | 9 de setembre 1962  | -                  | Flamengo                 |
| 18   | Migcampista        | Mazinho            | 8 d'abril 1966      | -                  | Vasco da Gama            |
| 19   | Defensa            | Ricardo Rocha      | 11 de setembre 1962 | -                  | Sao Paulo                |
| 20   | Migcampista        | Tita               | 1 d'abril 1958      | -                  | Vasco da Gama            |
| 21   | Defensa            | Mauro Galvão       | 19 de desembre 1961 | -                  | Botafogo                 |
| 22   | Porter             | Zé Carlos          | 7 de febrer 1962    | -                  | Flamengo                 |
| Ent. | Sebastião Lazaroni | Sebastião Lazaroni | Sebastião Lazaroni  | Sebastião Lazaroni | Sebastião Lazaroni       |

## Costa Rica
| #    | Posició          | Nom                 | Naixement          | P. Sel.          | Club                 |
| ---- | ---------------- | ------------------- | ------------------ | ---------------- | -------------------- |
| 1    | Porter           | Luis Gabelo Conejo  | 1 de gener 1960    | -                | AD Ramonense         |
| 2    | Defensa          | Vladimir Quesada    | 12 de maig 1966    | -                | Deportivo Saprissa   |
| 3    | Defensa          | Róger Flores        | 26 de maig 1959    | -                | Deportivo Saprissa   |
| 4    | Defensa          | Rónald González     | 8 d'agost 1970     | -                | Deportivo Saprissa   |
| 5    | Defensa          | Marvin Obando       | 4 d'abril 1960     | -                | CS Herediano         |
| 6    | Migcampista      | José Carlos Chaves  | 3 de setembre 1958 | -                | LD Alajuelense       |
| 7    | Davanter         | Hernán Medford      | 23 de maig 1968    | -                | Deportivo Saprissa   |
| 8    | Migcampista      | Germán Chavarría    | 19 de març 1958    | -                | CS Herediano         |
| 9    | Davanter         | Alexandre Guimarães | 7 de novembre 1959 | -                | Deportivo Saprissa   |
| 10   | Migcampista      | Oscar Ramírez       | 8 de desembre 1964 | -                | LD Alajuelense       |
| 11   | Davanter         | Claudio Jara        | 6 de maig 1959     | -                | CS Herediano         |
| 12   | Migcampista      | Róger Gómez         | 7 de febrer 1965   | -                | C.S. Cartaginés      |
| 13   | Defensa          | Miguel Davis        | 18 de juny 1966    | -                | LD Alajuelense       |
| 14   | Migcampista      | Juan Cayasso        | 24 de juny 1961    | -                | Deportivo Saprissa   |
| 15   | Defensa          | Rónald Marín        | 2 de novembre 1962 | -                | CS Herediano         |
| 16   | Migcampista      | José Jaikel         | 3 d'abril 1966     | -                | Deportivo Saprissa   |
| 17   | Davanter         | Roy Myers           | 13 d'abril 1969    | -                | Deportiva Limonense  |
| 18   | Defensa          | Geovanny Jara       | 2 de juliol 1969   | -                | CS Herediano         |
| 19   | Migcampista      | Héctor de Marchena  | 4 de gener 1965    | -                | C.S. Cartaginés      |
| 20   | Defensa          | Mauricio Montero    | 19 d'octubre 1963  | -                | LD Alajuelense       |
| 21   | Porter           | Hermidio Barrantes  | 2 de setembre 1964 | -                | Deportivo Puntarenas |
| 22   | Porter           | Miguel Segura       | 2 de setembre 1963 | -                | Deportivo Saprissa   |
| Ent. | Bora Milutinović | Bora Milutinović    | Bora Milutinović   | Bora Milutinović | Bora Milutinović     |

## Escòcia
| #    | Posició       | Nom              | Naixement           | P. Sel.       | Club                 |
| ---- | ------------- | ---------------- | ------------------- | ------------- | -------------------- |
| 1    | Porter        | Jim Leighton     | 24 de juliol 1958   | -             | Manchester United FC |
| 2    | Defensa       | Alex McLeish     | 21 de gener 1959    | -             | Aberdeen FC          |
| 3    | Migcampista   | Roy Aitken       | 24 de novembre 1958 | -             | Newcastle United FC  |
| 4    | Defensa       | Richard Gough    | 5 d'abril 1962      | -             | Rangers FC           |
| 5    | Migcampista   | Paul McStay      | 22 d'octubre 1964   | -             | Celtic FC            |
| 6    | Defensa       | Maurice Malpas   | 3 d'agost 1962      | -             | Dundee United        |
| 7    | Migcampista   | Mo Johnston      | 13 d'abril 1963     | -             | Rangers FC           |
| 8    | Migcampista   | Jim Bett         | 25 de novembre 1959 | -             | Aberdeen FC          |
| 9    | Migcampista   | Ally McCoist     | 24 de setembre 1962 | -             | Rangers FC           |
| 10   | Migcampista   | Murdo MacLeod    | 24 de setembre 1958 | -             | Borussia Dortmund    |
| 11   | Defensa       | Gary Gillespie   | 5 de juliol 1960    | -             | Liverpool FC         |
| 12   | Porter        | Andy Goram       | 13 d'abril 1964     | -             | Hibernian FC         |
| 13   | Migcampista   | Gordon Durie     | 6 de desembre 1965  | -             | Chelsea FC           |
| 14   | Migcampista   | Alan McInally    | 10 de febrer 1963   | -             | Bayern de Múnic      |
| 15   | Defensa       | Craig Levein     | 22 d'octubre 1964   | -             | Hearts               |
| 16   | Migcampista   | Stuart McCall    | 10 de juny 1964     | -             | Everton FC           |
| 17   | Defensa       | Stewart McKimmie | 27 d'octubre 1962   | -             | Aberdeen FC          |
| 18   | Migcampista   | John Collins     | 31 de gener 1968    | -             | Hibernian FC         |
| 19   | Defensa       | David McPherson  | 28 de gener 1964    | -             | Hearts               |
| 20   | Migcampista   | Gary McAllister  | 25 de desembre 1964 | -             | Leicester City FC    |
| 21   | Migcampista   | Robert Fleck     | 11 d'agost 1965     | -             | Norwich City FC      |
| 22   | Porter        | Bryan Gunn       | 22 de desembre 1963 | -             | Norwich City FC      |
| Ent. | Andy Roxburgh | Andy Roxburgh    | Andy Roxburgh       | Andy Roxburgh | Andy Roxburgh        |

## Suècia
| #    | Posició     | Nom               | Naixement           | P. Sel.     | Club                   |
| ---- | ----------- | ----------------- | ------------------- | ----------- | ---------------------- |
| 1    | Porter      | Sven Andersson    | 6 d'octubre 1963    | -           | Örgryte                |
| 2    | Defensa     | Jan Eriksson      | 24 d'agost 1967     | -           | AIK                    |
| 3    | Defensa     | Glenn Hysén       | 30 d'octubre 1959   | -           | Liverpool FC           |
| 4    | Defensa     | Peter Larsson     | 8 de març 1961      | -           | Ajax                   |
| 5    | Defensa     | Roger Ljung       | 8 de gener 1966     | -           | Young Boys             |
| 6    | Defensa     | Roland Nilsson    | 27 de novembre 1963 | -           | Sheffield Wednesday FC |
| 7    | Defensa     | Niklas Nyhlen     | 21 de març 1966     | -           | Malmö                  |
| 8    | Defensa     | Stefan Schwarz    | 18 d'abril 1969     | -           | Malmö                  |
| 9    | Migcampista | Leif Engkvist     | 30 de juliol 1962   | -           | Malmö                  |
| 10   | Migcampista | Klas Ingesson     | 20 d'agost 1968     | -           | Gothenburg             |
| 11   | Migcampista | Ulrik Jansson     | 2 de febrer 1968    | -           | Östers                 |
| 12   | Porter      | Lars Eriksson     | 21 de setembre 1965 | -           | Norrköping             |
| 13   | Migcampista | Anders Limpar     | 24 de setembre 1965 | -           | US Cremonese           |
| 14   | Migcampista | Joakim Nilsson    | 31 de març 1966     | -           | Malmö                  |
| 15   | Migcampista | Glenn Strömberg   | 5 de gener 1960     | -           | Atalanta BC            |
| 16   | Migcampista | Jonas Thern       | 20 de març 1967     | -           | Benfica                |
| 17   | Davanter    | Tomas Brolin      | 29 de novembre 1969 | -           | Norrköping             |
| 18   | Davanter    | Johnny Ekström    | 5 de març 1965      | -           | AS Cannes              |
| 19   | Migcampista | Mats Gren         | 20 de desembre 1963 | -           | Grasshopper-Club       |
| 20   | Davanter    | Mats Magnusson    | 10 de juliol 1963   | -           | Benfica                |
| 21   | Davanter    | Stefan Pettersson | 22 de març 1963     | -           | Ajax                   |
| 22   | Porter      | Thomas Ravelli    | 13 d'agost 1959     | -           | Göteborg               |
| Ent. | Olle Nordin | Olle Nordin       | Olle Nordin         | Olle Nordin | Olle Nordin            |

## Colòmbia
| #    | Posició            | Nom                   | Naixement           | P. Sel.            | Club                   |
| ---- | ------------------ | --------------------- | ------------------- | ------------------ | ---------------------- |
| 1    | Porter             | René Higuita          | 27 d'agost 1966     | -                  | Atlético Nacional      |
| 2    | Defensa            | Andrés Escobar        | 13 de març 1967     | -                  | Young Boys             |
| 3    | Defensa            | Gildardo Gómez        | 13 d'octubre 1963   | -                  | Atlético Nacional      |
| 4    | Defensa            | Luis Fernando Herrera | 12 de juny 1962     | -                  | Atlético Nacional      |
| 5    | Defensa            | León Villa            | 12 de gener 1960    | -                  | Atlético Nacional      |
| 6    | Defensa            | José Ricardo Pérez    | 24 d'octubre 1963   | -                  | Atlético Nacional      |
| 7    | Davanter           | Carlos Estrada        | 1 de novembre 1961  | -                  | Millonarios            |
| 8    | Migcampista        | Gabriel Gómez         | 8 de desembre 1959  | -                  | Independiente Medellín |
| 9    | Davanter           | Miguel Guerrero       | 7 de setembre 1967  | -                  | América de Cali        |
| 10   | Migcampista        | Carlos Valderrama     | 2 de setembre 1961  | -                  | Montpellier            |
| 11   | Migcampista        | Bernardo Redín        | 26 de febrer 1963   | -                  | Deportivo Cali         |
| 12   | Porter             | Eduardo Niño          | 8 d'agost 1967      | -                  | Independiente Santa Fe |
| 13   | Defensa            | Carlos Hoyos          | 28 de febrer 1962   | -                  | Atlético Junior        |
| 14   | Migcampista        | Leonel Álvarez        | 29 de juliol 1965   | -                  | Atlético Nacional      |
| 15   | Defensa            | Luis Carlos Perea     | 29 de desembre 1963 | -                  | Atlético Nacional      |
| 16   | Davanter           | Arnoldo Iguarán       | 18 de gener 1957    | -                  | Millonarios            |
| 17   | Defensa            | Geovanis Cassiani     | 10 de gener 1970    | -                  | Millonarios            |
| 18   | Defensa            | Wilmer Cabrera        | 15 de setembre 1967 | -                  | América de Cali        |
| 19   | Migcampista        | Freddy Rincón         | 14 d'agost 1966     | -                  | América de Cali        |
| 20   | Migcampista        | Luis Fajardo          | 18 d'agost 1963     | -                  | Atlético Nacional      |
| 21   | Defensa            | Alexis Mendoza        | 8 de novembre 1961  | -                  | Atlético Junior        |
| 22   | Davanter           | Rubén Darío Hernández | 19 de febrer 1965   | -                  | Millonarios            |
| Ent. | Francisco Maturana | Francisco Maturana    | Francisco Maturana  | Francisco Maturana | Francisco Maturana     |

## Emirats Àrabs Units
| #    | Posició                 | Nom                     | Naixement               | P. Sel.                 | Club                    |
| ---- | ----------------------- | ----------------------- | ----------------------- | ----------------------- | ----------------------- |
| 1    | Porter                  | Abdullah Musa           | 1966                    | -                       | Al-Ahli                 |
| 2    | Defensa                 | Khalil Ghanim           | 12 de novembre 1964     | -                       | Al-Khaleej              |
| 3    | Migcampista             | Ali Thani               | 18 d'agost 1968         | -                       | Sharjah                 |
| 4    | Defensa                 | Mubarak Ghanim          | 3 de setembre 1963      | -                       | Al-Khaleej              |
| 5    | Migcampista             | Abdualla Sultan         | 1963                    | -                       | Al-Khaleej              |
| 6    | Defensa                 | Abdulrahman Mohamed     | 1 d'octubre 1963        | -                       | Al-Nasr                 |
| 7    | Davanter                | Fahad Khamees           | 24 de gener 1962        | -                       | Al-Wasl                 |
| 8    | Defensa                 | Khalid Ismaïl           | 1965                    | -                       | Al-Nasr                 |
| 9    | Davanter                | Abdulaziz Mohamed       | 12 de desembre 1965     | -                       | Sharjah                 |
| 10   | Migcampista             | Adnan Al-Talyani        | 1 d'octubre 1964        | -                       | Al Shaab                |
| 11   | Davanter                | Zuhair Bakhit           | 13 de juliol 1967       | -                       | Al-Wasl                 |
| 12   | Davanter                | Hussain Ghuloum         | 1965                    | -                       | Sharjah                 |
| 13   | Migcampista             | Hassan Mohamed          | 1962                    | -                       | Al-Wasl                 |
| 14   | Migcampista             | Nasir Khamees           | 2 d'agost 1965          | -                       | Al-Wasl                 |
| 15   | Defensa                 | Ibrahim Meer            | 16 de juliol 1967       | -                       | Sharjah                 |
| 16   | Defensa                 | Mohamed Salim           | 1968                    | -                       | Al-Ahli                 |
| 17   | Porter                  | Muhsin Musabah          | 1 d'octubre 1964        | -                       | Sharjah                 |
| 18   | Davanter                | Fahad Abdulrahman       | 10 d'octubre 1962       | -                       | Al-Wasl                 |
| 19   | Defensa                 | Eissa Meer              | 16 de juliol 1967       | -                       | Sharjah                 |
| 20   | Defensa                 | Yousuf Hussain          | 1965                    | -                       | Sharjah                 |
| 21   | Defensa                 | Abdulrahman Al-Haddad   | 23 de març 1966         | -                       | Sharjah                 |
| 22   | Porter                  | Abdulqadir Hassan       | 1962                    | -                       | Al Shaab                |
| Ent. | Carlos Alberto Parreira | Carlos Alberto Parreira | Carlos Alberto Parreira | Carlos Alberto Parreira | Carlos Alberto Parreira |

## Alemanya Occidental
| #    | Posició           | Nom               | Naixement           | P. Sel.           | Club                |
| ---- | ----------------- | ----------------- | ------------------- | ----------------- | ------------------- |
| 1    | Porter            | Bodo Illgner      | 7 d'abril 1967      | -                 | FC Köln             |
| 2    | Defensa           | Stefan Reuter     | 16 d'octubre 1966   | -                 | Bayern de Múnic     |
| 3    | Defensa           | Andreas Brehme    | 9 de novembre 1960  | -                 | Inter Milan         |
| 4    | Defensa           | Jürgen Kohler     | 6 d'octubre 1965    | -                 | Bayern de Múnic     |
| 5    | Defensa           | Klaus Augenthaler | 26 de setembre 1957 | -                 | Bayern de Múnic     |
| 6    | Migcampista       | Guido Buchwald    | 24 de gener 1961    | -                 | Stuttgart           |
| 7    | Davanter          | Pierre Littbarski | 16 d'abril 1960     | -                 | FC Köln             |
| 8    | Migcampista       | Thomas Häßler     | 30 de maig 1966     | -                 | FC Köln             |
| 9    | Davanter          | Rudi Völler       | 13 d'abril 1960     | -                 | AS Roma             |
| 10   | Migcampista       | Lothar Matthäus   | 21 de març 1961     | -                 | Inter Milan         |
| 11   | Davanter          | Frank Mill        | 23 de juliol 1958   | -                 | Borussia Dortmund   |
| 12   | Porter            | Raimond Aumann    | 12 d'octubre 1963   | -                 | Bayern de Múnic     |
| 13   | Davanter          | Karlheinz Riedle  | 16 de setembre 1965 | -                 | Werder Bremen       |
| 14   | Defensa           | Thomas Berthold   | 12 de novembre 1964 | -                 | AS Roma             |
| 15   | Migcampista       | Uwe Bein          | 26 de setembre 1960 | -                 | Eintracht Frankfurt |
| 16   | Defensa           | Paul Steiner      | 23 de gener 1957    | -                 | FC Köln             |
| 17   | Migcampista       | Andreas Möller    | 2 de setembre 1967  | -                 | Borussia Dortmund   |
| 18   | Davanter          | Jürgen Klinsmann  | 30 de juliol 1964   | -                 | Inter Milan         |
| 19   | Migcampista       | Hans Pflügler     | 27 de març 1960     | -                 | Bayern de Múnic     |
| 20   | Migcampista       | Olaf Thon         | 1 de maig 1966      | -                 | Bayern de Múnic     |
| 21   | Migcampista       | Günter Hermann    | 5 de desembre 1960  | -                 | Werder Bremen       |
| 22   | Porter            | Andreas Köpke     | 12 de març 1962     | -                 | Nürnberg            |
| Ent. | Franz Beckenbauer | Franz Beckenbauer | Franz Beckenbauer   | Franz Beckenbauer | Franz Beckenbauer   |

## Iugoslàvia
| #    | Posició     | Nom                 | Naixement           | P. Sel.    | Club                   |
| ---- | ----------- | ------------------- | ------------------- | ---------- | ---------------------- |
| 1    | Porter      | Tomislav Ivković    | 11 d'agost 1960     | -          | Sporting Lisbon        |
| 2    | Defensa     | Vujadin Stanojković | 10 de setembre 1963 | -          | Partizan Belgrad       |
| 3    | Defensa     | Predrag Spasić      | 29 de setembre 1965 | -          | Partizan Belgrad       |
| 4    | Defensa     | Zoran Vulić         | 4 d'octubre 1961    | -          | RCD Mallorca           |
| 5    | Defensa     | Faruk Hadžibegić    | 7 d'octubre 1957    | -          | FC Sochaux             |
| 6    | Defensa     | Davor Jozić         | 22 de setembre 1960 | -          | AC Cesena              |
| 7    | Migcampista | Dragoljub Brnović   | 2 de novembre 1963  | -          | FC Metz                |
| 8    | Migcampista | Safet Sušić         | 13 d'abril 1955     | -          | Paris Saint-Germain FC |
| 9    | Davanter    | Darko Pančev        | 7 de setembre 1965  | -          | Crvena Zvezda Belgrad  |
| 10   | Migcampista | Dragan Stojković    | 3 de març 1965      | -          | Crvena Zvezda Belgrad  |
| 11   | Davanter    | Zlatko Vujović      | 26 d'agost 1958     | -          | Paris Saint-Germain FC |
| 12   | Porter      | Fahrudin Omerović   | 26 d'agost 1961     | -          | Partizan Belgrad       |
| 13   | Migcampista | Srečko Katanec      | 16 de juliol 1963   | -          | UC Sampdoria           |
| 14   | Davanter    | Alen Bokšić         | 21 de gener 1970    | -          | Hajduk Split           |
| 15   | Migcampista | Robert Prosinečki   | 12 de gener 1969    | -          | Crvena Zvezda Belgrad  |
| 16   | Migcampista | Refik Šabanadžović  | 2 d'agost 1965      | -          | Crvena Zvezda Belgrad  |
| 17   | Defensa     | Robert Jarni        | 26 d'octubre 1968   | -          | Hajduk Split           |
| 18   | Migcampista | Mirsad Baljić       | 4 de març 1962      | -          | FC Sion                |
| 19   | Davanter    | Dejan Savićević     | 15 de setembre 1966 | -          | Crvena Zvezda Belgrad  |
| 20   | Davanter    | Davor Šuker         | 1 de gener 1968     | -          | Dinamo de Zagreb       |
| 21   | Defensa     | Andrej Panadić      | 9 de març 1969      | -          | Dinamo de Zagreb       |
| 22   | Porter      | Dragoje Leković     | 21 de novembre 1967 | -          | Budućnost Titograd     |
| Ent. | Ivica Osim  | Ivica Osim          | Ivica Osim          | Ivica Osim | Ivica Osim             |

## Bèlgica
| #    | Posició     | Nom                   | Naixement           | P. Sel.  | Club           |
| ---- | ----------- | --------------------- | ------------------- | -------- | -------------- |
| 1    | Porter      | Michel Preud'homme    | 24 de gener 1959    | -        | KV Mechelen    |
| 2    | Defensa     | Eric Gerets           | 18 de maig 1954     | -        | PSV Eindhoven  |
| 3    | Defensa     | Philippe Albert       | 10 d'agost 1967     | -        | KV Mechelen    |
| 4    | Defensa     | Lei Clijsters         | 6 de novembre 1956  | -        | KV Mechelen    |
| 5    | Migcampista | Bruno Versavel        | 27 d'agost 1967     | -        | KV Mechelen    |
| 6    | Defensa     | Marc Emmers           | 25 de febrer 1966   | -        | KV Mechelen    |
| 7    | Defensa     | Stéphane Demol        | 11 de març 1966     | -        | Porto          |
| 8    | Migcampista | Franky Van Der Elst   | 30 d'abril 1961     | -        | Club Brugge    |
| 9    | Davanter    | Marc Degryse          | 4 de setembre 1965  | -        | RSC Anderlecht |
| 10   | Migcampista | Enzo Scifo            | 19 de febrer 1966   | -        | AJ Auxerre     |
| 11   | Davanter    | Jan Ceulemans         | 28 de febrer 1957   | -        | Club Brugge    |
| 12   | Porter      | Gilbert Bodart        | 2 de setembre 1962  | -        | Standard Liège |
| 13   | Defensa     | Georges Grün          | 25 de gener 1962    | -        | RSC Anderlecht |
| 14   | Davanter    | Nico Claesen          | 7 d'octubre 1962    | -        | Antwerp        |
| 15   | Migcampista | Jean-François De Sart | 18 de desembre 1961 | -        | RSC Anderlecht |
| 16   | Defensa     | Michel De Wolf        | 19 de gener 1958    | -        | Kortrijk       |
| 17   | Defensa     | Pascal Plovie         | 7 de maig 1965      | -        | Club Brugge    |
| 18   | Migcampista | Lorenzo Staelens      | 30 d'abril 1964     | -        | Club Brugge    |
| 19   | Davanter    | Marc Van Der Linden   | 4 de febrer 1964    | -        | RSC Anderlecht |
| 20   | Porter      | Filip De Wilde        | 5 de juliol 1964    | -        | RSC Anderlecht |
| 21   | Davanter    | Marc Wilmots          | 22 de febrer 1969   | -        | KV Mechelen    |
| 22   | Migcampista | Patrick Vervoort      | 17 de gener 1965    | -        | RSC Anderlecht |
| Ent. | Guy Thys    | Guy Thys              | Guy Thys            | Guy Thys | Guy Thys       |

## Corea del Sud
| #    | Posició      | Nom             | Naixement         | P. Sel.      | Club               |
| ---- | ------------ | --------------- | ----------------- | ------------ | ------------------ |
| 1    | Porter       | Kim Poong-Joo   | 1 d'octubre 1961  | -            | Daewoo Royals      |
| 2    | Defensa      | Park Kyung-Hoon | 19 de gener 1961  | -            | Posco Atoms        |
| 3    | Defensa      | Choi Kang-Hee   | 12 d'abril 1959   | -            | Hyundai Horang-I   |
| 4    | Defensa      | Yoon Deuk-Yeo   | 25 de març 1961   | -            | Hyundai Horang-I   |
| 5    | Defensa      | Chung Yong-Hwan | 10 de febrer 1960 | -            | Daewoo Royals      |
| 6    | Migcampista  | Lee Tae-Ho      | 29 de gener 1961  | -            | Daewoo Royals      |
| 7    | Defensa      | Noh Soo-Jin     | 10 de febrer 1962 | -            | Yukong Elephants   |
| 8    | Migcampista  | Chung Hae-Won   | 1 de juliol 1959  | -            | Daewoo Royals      |
| 9    | Davanter     | Hwangbo Kwan    | 1 de març 1965    | -            | Yukong Elephants   |
| 10   | Migcampista  | Lee Sang-Yoon   | 10 d'abril 1969   | -            | Ilhwa Chunma       |
| 11   | Davanter     | Byun Byung-Joo  | 26 d'abril 1961   | -            | Hyundai Horang-I   |
| 12   | Migcampista  | Lee Heung-Sil   | 10 de juliol 1961 | -            | Posco Atoms        |
| 13   | Defensa      | Chung Jong-Soo  | 27 de març 1961   | -            | Yukong Elephants   |
| 14   | Migcampista  | Choi Soon-Ho    | 10 de gener 1961  | -            | Lucky Gold Star    |
| 15   | Defensa      | Cho Min-Kook    | 5 de juliol 1963  | -            | Lucky Gold Star    |
| 16   | Migcampista  | Kim Joo-Sung    | 17 de gener 1966  | -            | Daewoo Royals      |
| 17   | Defensa      | Gu Sang-Bum     | 15 de juny 1964   | -            | Lucky Gold Star    |
| 18   | Davanter     | Hwang Sun-Hong  | 14 de juliol 1968 | -            | Kunkook University |
| 19   | Porter       | Jeong Gi-Dong   | 13 de maig 1961   | -            | Posco Atoms        |
| 20   | Defensa      | Hong Myung-Bo   | 12 de febrer 1969 | -            | Korea University   |
| 21   | Porter       | Choi In-Young   | 5 de març 1962    | -            | Hyundai Horang-I   |
| 22   | Migcampista  | Lee Young-Jin   | 27 d'octubre 1963 | -            | Lucky Gold Star    |
| Ent. | Lee Hoi-Taek | Lee Hoi-Taek    | Lee Hoi-Taek      | Lee Hoi-Taek | Lee Hoi-Taek       |

## Espanya
| #    | Posició     | Nom                                   | Naixement               | P. Sel.     | Club              |
| ---- | ----------- | ------------------------------------- | ----------------------- | ----------- | ----------------- |
| 1    | Porter      | Andoni Zubizarreta                    | 23 d'octubre del 1961   | -           | Barcelona         |
| 2    | Defensa     | Chendo                                | 12 d'octubre del 1961   | -           | Reial Madrid      |
| 3    | Defensa     | Manuel Jiménez                        | 21 de gener del 1964    | -           | Sevilla           |
| 4    | Defensa     | Genar Andrinúa                        | 9 de maig del 1964      | -           | Athletic Club     |
| 5    | Defensa     | Manuel Sanchís                        | 23 de maig del 1965     | -           | Reial Madrid      |
| 6    | Migcampista | Rafael Martín Vázquez                 | 25 de setembre del 1965 | -           | Reial Madrid      |
| 7    | Davanter    | Miguel Pardeza                        | 8 de febrer del 1965    | -           | Reial Saragossa   |
| 8    | Defensa     | Quique                                | 2 de febrer del 1965    | -           | València          |
| 9    | Davanter    | Emilio Butragueño                     | 22 de juliol del 1963   | -           | Reial Madrid      |
| 10   | Migcampista | Fernando                              | 11 de setembre del 1965 | -           | València          |
| 11   | Migcampista | Francisco Villarroya                  | 6 d'agost del 1966      | -           | Reial Saragossa   |
| 12   | Defensa     | Rafael Alkorta                        | 16 de setembre del 1968 | -           | Athletic Club     |
| 13   | Porter      | Juan Carlos Ablanedo                  | 2 de setembre del 1963  | -           | Sporting de Gijón |
| 14   | Defensa     | Alberto Górriz                        | 16 de febrer del 1958   | -           | Reial Societat    |
| 15   | Migcampista | Robert                                | 5 de juliol del 1962    | -           | Barcelona         |
| 16   | Migcampista | José María Bakero                     | 11 de febrer del 1963   | -           | Barcelona         |
| 17   | Defensa     | Fernando Hierro                       | 23 de març del 1968     | -           | Reial Madrid      |
| 18   | Migcampista | Rafael Paz                            | 2 d'agost del 1965      | -           | Sevilla           |
| 19   | Davanter    | Julio Salinas                         | 11 de setembre del 1962 | -           | Barcelona         |
| 20   | Davanter    | Manolo                                | 17 de gener del 1965    | -           | Atlètic de Madrid |
| 21   | Migcampista | José Miguel González Martín del Campo | 23 de març del 1963     | -           | Reial Madrid      |
| 22   | Porter      | José Manuel Ochotorena                | 16 de gener del 1961    | -           | València          |
| Ent. | Luis Suárez | Luis Suárez                           | Luis Suárez             | Luis Suárez | Luis Suárez       |

## Uruguai
| #    | Posició       | Nom                  | Naixement           | P. Sel.       | Club                  |
| ---- | ------------- | -------------------- | ------------------- | ------------- | --------------------- |
| 1    | Porter        | Fernando Alvez       | 4 de setembre 1959  | -             | CA Peñarol            |
| 2    | Defensa       | Nelson Gutiérrez     | 13 d'abril 1962     | -             | Verona                |
| 3    | Defensa       | Hugo de León         | 27 de febrer 1958   | -             | River Plate           |
| 4    | Defensa       | José Oscar Herrera   | 17 de juny 1965     | -             | UE Figueres           |
| 5    | Migcampista   | José Perdomo         | 5 de gener 1965     | -             | Genoa CFC             |
| 6    | Defensa       | Alfonso Domínguez    | 24 de setembre 1965 | -             | CA Peñarol            |
| 7    | Davanter      | Antonio Alzamendi    | 7 de juny 1956      | -             | CD Logroñés           |
| 8    | Migcampista   | Santiago Ostolaza    | 10 de juliol 1962   | -             | Nacional              |
| 9    | Migcampista   | Enzo Francescoli     | 12 de novembre 1961 | -             | Olympique de Marsella |
| 10   | Migcampista   | Rubén Paz            | 8 d'agost 1959      | -             | Genoa CFC             |
| 11   | Davanter      | Rubén Sosa           | 25 d'abril 1966     | -             | SS Lazio              |
| 12   | Porter        | Eduardo Pereira      | 21 de març 1954     | -             | Independiente         |
| 13   | Defensa       | Felipe Revelez       | 30 de setembre 1959 | -             | Nacional              |
| 14   | Defensa       | José Pintos Saldanha | 25 de març 1964     | -             | Nacional              |
| 15   | Migcampista   | Carlos Correa        | 13 de gener 1968    | -             | CA Peñarol            |
| 16   | Migcampista   | Pablo Bengoechea     | 27 de juny 1965     | -             | Sevilla FC            |
| 17   | Davanter      | Sergio Martínez      | 15 de febrer 1969   | -             | Defensor              |
| 18   | Davanter      | Carlos Aguilera      | 21 de setembre 1964 | -             | Genoa CFC             |
| 19   | Davanter      | Daniel Fonseca       | 21 de setembre 1964 | -             | Nacional              |
| 20   | Migcampista   | Rubén Pereira        | 28 de gener 1968    | -             | Danubio               |
| 21   | Migcampista   | William Castro       | 22 de maig 1962     | -             | Nacional              |
| 22   | Porter        | Adolfo Zeoli         | 2 de maig 1962      | -             | Danubio               |
| Ent. | Oscar Tabárez | Oscar Tabárez        | Oscar Tabárez       | Oscar Tabárez | Oscar Tabárez         |

## Egipte
| #    | Posició           | Nom               | Naixement         | P. Sel.           | Club                      |
| ---- | ----------------- | ----------------- | ----------------- | ----------------- | ------------------------- |
| 1    | Porter            | Ahmed Shobair     | 1960-09-28        | -                 | Al-Ahly El Caire          |
| 2    | Defensa           | Ibrahim Hassan    | 1966-08-10        | -                 | Al-Ahly El Caire          |
| 3    | Defensa           | Rabie Yassin      | 1960-09-07        | -                 | Al-Ahly El Caire          |
| 4    | Defensa           | Hany Ramzy        | 1969-03-10        | -                 | Al-Ahly El Caire          |
| 5    | Defensa           | Hesham Yakan      | 1962-08-10        | -                 | Al-Zamalek                |
| 6    | Defensa           | Ashraf Kasem      | 1966-07-25        | -                 | Al-Zamalek                |
| 7    | Davanter          | Ismail Youssef    | 1964-06-28        | -                 | Al-Zamalek                |
| 8    | Migcampista       | Magdi Abdelghani  | 1959-07-27        | -                 | SC Beira-Mar              |
| 9    | Davanter          | Hossam Hassan     | 1966-08-10        | -                 | Al-Ahly El Caire          |
| 10   | Migcampista       | Gamal Abdelhamid  | 1957-11-24        | -                 | Al-Zamalek                |
| 11   | Davanter          | Tarek Soliman     | 1962-01-24        | -                 | Al-Masry                  |
| 12   | Migcampista       | Taher Abouzaid    | 1962-04-10        | -                 | Al-Ahly El Caire          |
| 13   | Defensa           | Ahmed Ramzy       | 1965-10-25        | -                 | Al-Zamalek                |
| 14   | Migcampista       | Alaa Maihoub      | 1963-01-19        | -                 | Al-Ahly El Caire          |
| 15   | Migcampista       | Saber Eid         | 1959-05-01        | -                 | Ghazl El Mahalla SC       |
| 16   | Migcampista       | Magdy Tolba       | 1964-02-24        | -                 | PAOK Salònica FC          |
| 17   | Davanter          | Ayman Shawky      | 1962-12-09        | -                 | Al-Ahly El Caire          |
| 18   | Migcampista       | Osama Oraby       | 1962-01-22        | -                 | Al-Ahly El Caire          |
| 19   | Davanter          | Adel Abdelrahman  | 1967-12-11        | -                 | Al-Ahly El Caire          |
| 20   | Migcampista       | Ahmed El-Kass     | 1965-07-08        | -                 | El-Olympi Club Alexandria |
| 21   | Porter            | Ayman Taher       | 1966-01-07        | -                 | Al-Zamalek                |
| 22   | Porter            | Sabet El-Batal    | 1958              | -                 | Al-Ahly El Caire          |
| Ent. | Mahmoud El-Gohary | Mahmoud El-Gohary | Mahmoud El-Gohary | Mahmoud El-Gohary | Mahmoud El-Gohary         |

## Anglaterra
| #    | Posició      | Nom             | Naixement           | P. Sel.      | Club                   |
| ---- | ------------ | --------------- | ------------------- | ------------ | ---------------------- |
| 1    | Porter       | Peter Shilton   | 18 de setembre 1949 | -            | Derby County FC        |
| 2    | Defensa      | Gary Stevens    | 27 de març 1963     | -            | Rangers FC             |
| 3    | Defensa      | Stuart Pearce   | 24 d'abril 1962     | -            | Nottingham Forest FC   |
| 4    | Migcampista  | Neil Webb       | 30 de juliol 1962   | -            | Manchester United FC   |
| 5    | Defensa      | Des Walker      | 26 de novembre 1965 | -            | Nottingham Forest FC   |
| 6    | Defensa      | Terry Butcher   | 28 de desembre 1958 | -            | Rangers FC             |
| 7    | Migcampista  | Bryan Robson    | 11 de gener 1957    | -            | Manchester United FC   |
| 8    | Migcampista  | Chris Waddle    | 14 de desembre 1960 | -            | Olympique de Marsella  |
| 9    | Davanter     | Peter Beardsley | 18 de gener 1961    | -            | Liverpool FC           |
| 10   | Davanter     | Gary Lineker    | 30 de novembre 1960 | -            | Tottenham Hotspur FC   |
| 11   | Migcampista  | John Barnes     | 7 de novembre 1963  | -            | Liverpool FC           |
| 12   | Defensa      | Paul Parker     | 4 d'abril 1964      | -            | Queens Park Rangers FC |
| 13   | Porter       | Chris Woods     | 14 de novembre 1959 | -            | Rangers FC             |
| 14   | Defensa      | Mark Wright     | 1 d'agost 1963      | -            | Derby County FC        |
| 15   | Defensa      | Tony Dorigo     | 31 de desembre 1965 | -            | Chelsea FC             |
| 16   | Migcampista  | Steve McMahon   | 20 d'agost 1961     | -            | Liverpool FC           |
| 17   | Migcampista  | David Platt     | 10 de juny 1966     | -            | Aston Villa FC         |
| 18   | Migcampista  | Steve Hodge     | 25 d'octubre 1962   | -            | Nottingham Forest FC   |
| 19   | Migcampista  | Paul Gascoigne  | 27 de maig 1967     | -            | Tottenham Hotspur FC   |
| 20   | Migcampista  | Trevor Steven   | 21 de setembre 1963 | -            | Rangers FC             |
| 21   | Davanter     | Steve Bull      | 28 de març 1965     | -            | Wolverhampton          |
| *22  | Porter       | Dave Beasant    | 20 de març 1959     | -            | Chelsea FC             |
| Ent. | Bobby Robson | Bobby Robson    | Bobby Robson        | Bobby Robson | Bobby Robson           |

* David Seaman fou seleccionat originàriament, però quan arribà a Itàlia es lesionà en un dit i fou reemplaçat per Dave Beasant.

## Irlanda
| #    | Posició       | Nom             | Naixement           | P. Sel.       | Club                   |
| ---- | ------------- | --------------- | ------------------- | ------------- | ---------------------- |
| 1    | Porter        | Packie Bonner   | 24 de maig 1960     | -             | Celtic FC              |
| 2    | Defensa       | Chris Morris    | 24 de desembre 1963 | -             | Celtic FC              |
| 3    | Defensa       | Steve Staunton  | 19 de gener 1969    | -             | Liverpool FC           |
| 4    | Defensa       | Mick McCarthy   | 7 de febrer 1959    | -             | Luton Town FC          |
| 5    | Defensa       | Kevin Moran     | 29 d'abril 1956     | -             | Blackburn Rovers FC    |
| 6    | Migcampista   | Ronnie Whelan   | 25 de setembre 1961 | -             | Liverpool FC           |
| 7    | Migcampista   | Paul McGrath    | 4 de desembre 1959  | -             | Aston Villa FC         |
| 8    | Migcampista   | Ray Houghton    | 9 de gener 1962     | -             | Liverpool FC           |
| 9    | Davanter      | John Aldridge   | 18 de setembre 1958 | -             | Reial Societat         |
| 10   | Davanter      | Tony Cascarino  | 1 de setembre 1962  | -             | Aston Villa FC         |
| 11   | Migcampista   | Kevin Sheedy    | 21 d'octubre 1959   | -             | Everton FC             |
| 12   | Defensa       | David O'Leary   | 2 de maig 1958      | -             | Arsenal FC             |
| 13   | Migcampista   | Andy Townsend   | 23 de juliol 1963   | -             | Norwich City FC        |
| 14   | Defensa       | Chris Hughton   | 11 de desembre 1959 | -             | Tottenham Hotspur FC   |
| 15   | Davanter      | Bernie Slaven   | 13 de novembre 1960 | -             | Middlesbrough FC       |
| 16   | Migcampista   | John Sheridan   | 1 d'octubre 1964    | -             | Sheffield Wednesday FC |
| 17   | Davanter      | Niall Quinn     | 6 d'octubre 1966    | -             | Manchester City FC     |
| 18   | Davanter      | Frank Stapleton | 10 de juliol 1956   | -             | Blackburn Rovers FC    |
| 19   | Davanter      | David Kelly     | 25 de novembre 1965 | -             | Leicester City FC      |
| 20   | Defensa       | John Byrne      | 1 de febrer 1961    | -             | Le Havre AC            |
| 21   | Migcampista   | Alan McLoughlin | 20 d'abril 1967     | -             | Swindon Town           |
| 22   | Porter        | Gerry Peyton    | 20 de maig 1956     | -             | AFC Bournemouth        |
| Ent. | Jack Charlton | Jack Charlton   | Jack Charlton       | Jack Charlton | Jack Charlton          |

## Països Baixos
| #    | Posició        | Nom                | Naixement           | P. Sel.        | Club           |
| ---- | -------------- | ------------------ | ------------------- | -------------- | -------------- |
| 1    | Porter         | Hans van Breukelen | 4 d'octubre 1956    | 52             | PSV Eindhoven  |
| 2    | Defensa        | Berry van Aerle    | 8 de desembre 1962  | 22             | PSV Eindhoven  |
| 3    | Defensa        | Frank Rijkaard     | 30 de setembre 1962 | 42             | AC Milan       |
| 4    | Defensa        | Ronald Koeman      | 21 de març 1963     | 43             | FC Barcelona   |
| 5    | Defensa        | Adri van Tiggelen  | 16 de juny 1957     | 40             | RSC Anderlecht |
| 6    | Migcampista    | Jan Wouters        | 17 de juliol 1960   | 30             | Ajax           |
| 7    | Migcampista    | Erwin Koeman       | 20 de setembre 1961 | 23             | KV Mechelen    |
| 8    | Migcampista    | Gerald Vanenburg   | 5 de març 1964      | 36             | PSV Eindhoven  |
| 9    | Davanter       | Marco van Basten   | 31 d'octubre 1964   | 35             | AC Milan       |
| 10   | Davanter       | Ruud Gullit        | 1 de setembre 1962  | 44             | AC Milan       |
| 11   | Migcampista    | Richard Witschge   | 20 de setembre 1969 | 4              | Ajax           |
| 12   | Davanter       | Wim Kieft          | 12 de novembre 1962 | 27             | PSV Eindhoven  |
| 13   | Defensa        | Graeme Rutjes      | 26 de març 1960     | 7              | KV Mechelen    |
| 14   | Davanter       | John van 't Schip  | 30 de novembre 1963 | 22             | Ajax           |
| 15   | Davanter       | Bryan Roy          | 12 de febrer 1970   | 2              | Ajax           |
| 16   | Porter         | Joop Hiele         | 25 de desembre 1958 | 6              | Feyenoord      |
| 17   | Davanter       | Hans Gillhaus      | 5 de novembre 1963  | 2              | Aberdeen FC    |
| 18   | Defensa        | Henk Fräser        | 7 de juliol 1966    | 2              | Roda JC        |
| 19   | Davanter       | John van Loen      | 4 de febrer 1965    | 6              | Roda JC        |
| 20   | Migcampista    | Aron Winter        | 1 de març 1967      | 11             | Ajax           |
| 21   | Defensa        | Danny Blind        | 1 d'agost 1961      | 5              | Ajax           |
| 22   | Porter         | Stanley Menzo      | 15 d'octubre 1963   | 1              | Ajax           |
| Ent. | Leo Beenhakker | Leo Beenhakker     | Leo Beenhakker      | Leo Beenhakker | Leo Beenhakker |